# Bremische Biographie des neunzehnten Jahrhunderts
Die Bremische Biographie des neunzehnten Jahrhunderts (BB19) ist ein Nachschlagewerk mit Biographien zu Persönlichkeiten der Stadt Bremen, die in der Freien Hansestadt im 19. Jahrhundert gewirkt haben. Das 1912 erstmals erschienene und auch als Lexikon anzusehende Werk enthält zudem Begleit-Informationen zur allgemeinen bremischen Geschichte des 19. Jahrhunderts sowie zum Geistes- und Kulturleben. Herausgeber der Erstausgabe in der Bremer Verlags- und Sortimentsbuchhandlung Gustav Winter war die Historische Gesellschaft des Künstlervereins unter dem Dach der Historischen Gesellschaft Bremen.
1976 erschien eine Faksimile-Ausgabe des in Frakturschrift gedruckten Ursprungswerkes im Bremer Schünemann Verlag unter der ISBN 3-7961-1683-3.

## Autoren (unvollständig)
Im Anhang des Werkes werden 28 – ausschließlich männliche – Autoren der einzelnen Artikel namentlich genannt:
1. Alfred Kühtmann
2. Alwin Lonke[2]